# Depressaria leucocephala
Depressaria leucocephala is een vlinder uit de familie grasmineermotten (Elachistidae). De wetenschappelijke naam is voor het eerst geldig gepubliceerd in 1884 door Snellen.
De soort komt voor in Europa.